# Ivana Müller
Ivana Müller (* 1972 in Zagreb, Jugoslawien) ist eine Choreografin, Autorin und Künstlerin.

## Leben und Werk
Ivana Müller wurde in Zagreb geboren und wuchs in Kroatien und Amsterdam auf. Sie studierte Komparatistik und Französisch an der Universität Zagreb, Choreographie & Tanz an der School for New Dance Development in Amsterdam und Bildende Kunst an der Universität der Künste in Berlin. Sie lebt in Paris. Sie arbeitet als Choreografin im Theater und kreiert Performances, Installationen, Textarbeiten, Videovorträge, Audiostücke, Führungen und Webarbeiten.
Ihre Stücke wurden seit den  2000er Jahren auf Festivals und in Theatern in Europa, den Vereinigten Staaten, Brasilien und Asien produziert und präsentiert. 2007 erhielt Müller den Charlotte-Koehler-Preis des Prins Bernhard Fund (NL) für ihr Gesamtwerk sowie den Impulse Festival & Goethe Institute Prize für ihr Stück While We Were Holding It Together.
Neben ihrer künstlerischen Praxis kuratierte  Müller künstlerische und diskursive Begegnungen und hielt als Gastdozentin/Professorin Vorträge (u. a. am Piet Zwart Institute Rotterdam, Institute For Applied Theatre Studies Giessen, Université Paris 8, Performance Studies – Universität Hamburg, ZHDK Zürich).